# Hylpet
Hylpet är en ö i Finland.   Den ligger i den ekonomiska regionen  Vasa  och landskapet Österbotten, i den västra delen av landet, 400 km nordväst om huvudstaden Helsingfors. Arean är 0,93 kvadratkilometer.
Terrängen på Hylpet är mycket platt. Öns högsta punkt är 11 meter över havet. Den sträcker sig 1,6 kilometer i nord-sydlig riktning, och 1,4 kilometer i öst-västlig riktning.  I omgivningarna runt Hylpet växer i huvudsak blandskog.